# Victoria Hayward
Victoria Hayward (Bermudas, 1876 – Cabo Cod, 1956) fue una periodista y escritora de viajes bermudeña. Se le atribuye haber acuñado el término "mosaico cultural canadiense".

## Trayectoria
Hayward nació en 1876 en Bermudas. A los 16 años, se mudó a Nueva York para enseñar matemáticas en una escuela privada para niños. Unos diez años después, regresó a las Bermudas y se dedicó al periodismo.
Sus escritos se publicaron en revistas canadienses y solían centrarse en la cultura canadiense, a pesar de no ser originaria de ese país. Hayward y la fotógrafa Edith Watson pasaron juntas tres veranos a fines de la década de 1910 y principios de la de 1920 viviendo con los dujobory en Saskatchewan y Columbia Británica. Las dos grabaron la vida de Doukhobor y la presentaron al público primero en su artículo de 1919 Fort Wayne Journal Gazette "Doukhobor Farms Supply All Needs" y luego en Romantic Canada.
En 1922, publicó el libro de viajes Romantic Canada, basado en sus viajes por el sur de Canadá, que se centra principalmente en las provincias marítimas. Describió la cultura del país, tanto en términos de etnias como de arquitectura, como un "mosaico", y por eso se le atribuye haber acuñado la frase "mosaico canadiense". El libro fue ilustrado y fotografiado por Watson.

## Vida personal
Hayward conoció a la fotógrafa Edith Watson en Bermudas en 1911. Los dos vivirían más tarde en Connecticut en los momentos en los que no se encontraban viajando. Aunque ambas estaban oficialmente en el armario, sus cartas indican que mantenían una relación sentimental. Hayward dejó Connecticut después de la muerte de Watson en 1943, y se mudó a una casa de campo en Cape Cod, donde falleció en 1956.

## Obra
- 1922 – Romantic Canada. Toronto: The Macmillan Company of Canada.